# Обвинения в использовании фосфорных боеприпасов в период вторжения России на Украину
Во время вторжения России на Украину в 2022 году украинские власти неоднократно обвиняли Россию в использовании фосфорных боеприпасов: в боях за Киев и в обстрелах Краматорска в марте, а также против обороняющихся на металлургическом заводе «Азовсталь» в ходе боев за Мариуполь в мае. В свою очередь, Министерство обороны России утверждало, что вооружённые силы Украины использовали фосфорные боеприпасы при обороне аэропорта Антонов в конце февраля.
Экспертизы, позволяющие установить, имело ли место применение фосфорных боеприпасов, не производились, а анализ фото- и видеоматериалов допускает различные интерпретации. Независимые эксперты, опрошенные СМИ и изучившие фото- и видеоматериалы, утверждая о высокой вероятности факта применения зажигательного оружия, заявили о нехватке данных, позволяющих установить, применялся ли белый фосфор или боеприпасы на основе термита.

## Регулирование и применение
Применение зажигательных боеприпасов (включая белый фосфор) не запрещено Женевскими конвенциями, но ограничено Протоколом III Конвенции ООН по конкретным видам обычного оружия 1980 года. Положения протоколов обязательны для всех стран, вовлечённых в военные конфликты и подписавших Конвенцию и соответствующие протоколы (как минимум два из пяти). Советский Союз 23 июня 1982 года согласился соблюдать Протокол III, что является также обязывающим для правопреемников СССР, не отозвавших свою подпись, в частности, для России и Украины. В Протоколе III запрещено применение любого зажигательного оружия (не только фосфорного) против гражданских лиц и гражданских объектов, а также применение зажигательного оружия, доставляемого по воздуху, против военных объектов, расположенных в районе сосредоточения гражданского населения. Поскольку белый фосфор имеет законное применение, боеприпасы с этим наполнителем не запрещены напрямую международным гуманитарным правом. Помимо зажигательных боеприпасов, фосфор может использоваться в дымовых боеприпасах, предназначенных для создания маскирующих свои войска или ослепляющих противника дымовых завес.
Белый фосфор воспламеняется при взаимодействии с кислородом, выделяя при горении большое количество дыма. Однако химические характеристики вещества делают фосфорные боеприпасы особенно опасными: температура горения фосфора — 800—2500 °C; он прилипает к разным поверхностям, включая кожу и одежду; горящую субстанцию трудно потушить. Белый фосфор может вызвать глубокие ожоги вплоть до костей, остатки вещества в тканях могут воспламениться повторно после первоначального лечения. Военным врачам, обычно ограниченным медицинскими ресурсами, сложно оказать своевременную и полноценную помощь пострадавшим. Даже выжившие после ожогов жертвы могут умереть от отказа органов вследствие токсичности белого фосфора. Кроме того, пожары, вызванные зажигательными боеприпасами, могут разрушать гражданские постройки и имущество, наносить ущерб посевам и скоту. Такие гуманитарные организации, как Human Rights Watch, призывают правительства включить фосфорные боеприпасы в перечень запрещённых Конвенцией ООН о конкретных видах обычного оружия.
Неправительственные международные организации фиксировали применение фосфорных боеприпасов во время военных конфликтов в Сирии, Афганистане, секторе Газа, а также других зонах боевых действий.

## Обвинения в использовании во время вторжения России на Украину
25 марта 2022 года в обращении к лидерам НАТО президент Украины Владимир Зеленский обвинил российских военных в применении фосфорных боеприпасов против мирного населения: «Сегодня утром, кстати, были применены фосфорные бомбы. Российские фосфорные бомбы. Снова были убиты взрослые, снова были убиты дети». В конце месяца об обстреле Краматорска зажигательными боеприпасами с фосфором сообщал заместитель начальника киевской полиции. В СМИ появились фото, где видны характерные вспышки над Киевом, которые могут быть интерпретированы как использование зажигательного оружия. Факт использования фосфорных боеприпасов не был подтверждён независимыми организациями, хотя эксперты допускали такую возможность. Предположительно, к применению зажигательного оружия российские власти подтолкнуло активное украинское сопротивление и слабый прогресс наступления.
В середине мая украинская сторона обвинила российские силы в атаке мариупольского металлургического комбината «Азовсталь» с использованием «зажигательных или фосфорных» боеприпасов. Подтверждением этому служило видео с характерными вспышками над территорией завода, которое разместил в социальных сетях деятель пророссийской самопровозглашённой Донецкой республики Александр Ходаковский. На тот момент мирные жители, которые ранее укрывались на заводе, были эвакуированы при поддержке Международного комитета Красного Креста и ООН. Тем не менее, на территории заблокированного российскими войсками завода оставалось более двух тысяч украинских солдат, продолжавших сопротивление.
Западные эксперты разошлись в мнении, является ли обстрел «Азовстали» фактом использования фосфорных боеприпасов или термитных снарядов для РСЗО «Град» 9М22С на основе магниевого сплава. Индийские эксперты предположили, что при обстреле были использованы зажигательные боеприпасы 9М22С, разработанные НПО «Сплав» в 1971 году на основе осколочно-фугасного боеприпаса 9М22: вместо осколочно-фугасной боевой части ракета 9М22С несёт боевую часть 9Н510, содержащую 180 отдельных зажигательных элементов, которые предназначены для воспламенения растительности, складских сооружений или топлива и состоят из шестиугольных призм, изготовленных из магниевого сплава, известного как МЛ5, и заполненных пиротехническим составом, подобного термиту. Каждый элемент имеет длину 40 мм и ширину 25 мм, время его горения не менее 2 минут. По мнению индийских специалистов, действие этих зажигательных, а также обычных осветительных боеприпасов (особенно ночью) внешне часто похоже применение фосфорных боеприпасов.
Украинские политики назвали российских нападавших военными преступниками, сравнивая их действия с действиями нацистов. 16 мая прокуратура Украины начала расследование возможного применения зажигательного оружия против защитников «Азовстали».